# Yalunka (Volk)

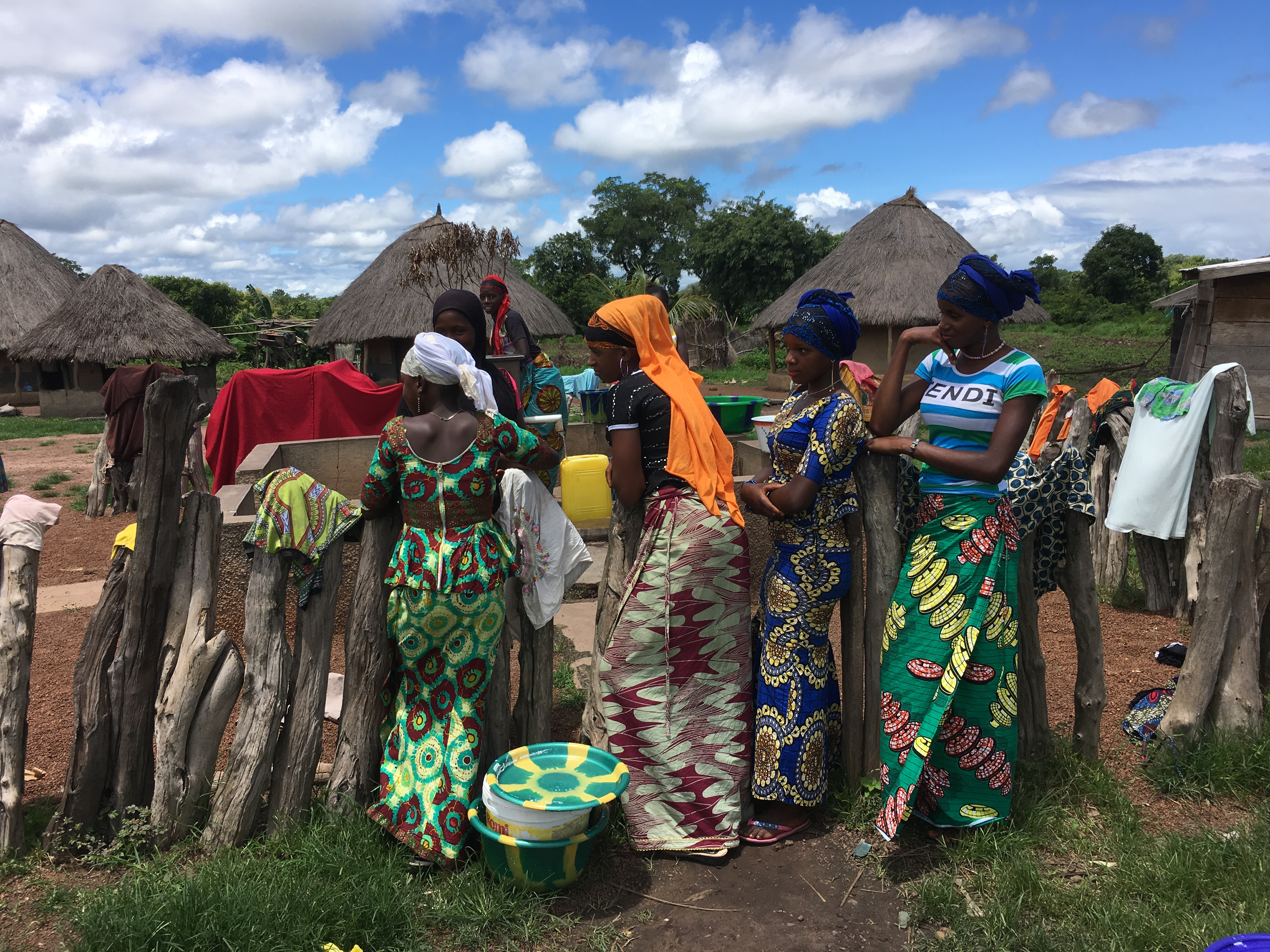
Yalunka-Frauen in der Nähe von Faranah

Hauptverbreitungsgebiet der Yalunka im Norden von Sierra Leone

Die Yalunka (auch Jalonke) sind ein Volk in Guinea, Mali, Senegal und Sierra Leone. Sie sprechen die gleichnamige Sprache Jalonke (Yalunke). 2014 wurden in allen Ländern 169.900 Benutzer dokumentiert.

## Guinea
In Guinea als Zentrum des Verbreitungsgebietes, soll es 111.000 Sprecher geben.

## Senegal
Im Norden des Verbreitungsgebietes, in der Region  Kédougou in Südsenegal wurden 2007 10.000 Sprecher gezählt.

## Sierra Leone
In Sierra Leone lebten 2015 knapp 52.000 Yalunka, was 0,7 Prozent der Gesamtbevölkerung entsprach. Etwa 45.000 von ihnen sprechen Yalunka als Muttersprache. In die heutige Provinz Nord in Sierra Leone sollen die Yalunka kurz nach den Temne, wohl aus Fouta Djallon, eingewandert sein.